# En lektion i kärlek
En lektion i kärlek és una pel·lícula sueca dirigida per Ingmar Bergman, estrenada el 1954.

## Argument
Un ginecòleg trenca amb la seva amant, una clienta incitadora, i decideix reconquerir el cor de la seva dona que té com a amant un vell amic comú de la parella, Carl-Adam, un escultor i gran bevedor amb qui s'havia de casar abans.

## Repartiment
- Eva Dahlbeck: Marianne Erneman
- Gunnar Björnstrand: el doctor David Erneman
- Yvonne Llombard: Suzanne
- Harriet Andersson: Nix
- Âke Grônberg: Carl-Adam
- Olof Winnerstrand: el professor Henrik Erneman
- Renée Bjôrling: Svea Erneman
- Birgitte Reimer: Lise
- John Elfstrôm: Sam
- Dagmar Ebbesen: la infermera
- Helge Hagerman: representant de comerç
- Sigge Fürst: el pastor
- Gôsta Prüzelius: el controlador del tren
- Carl Strôm: oncle Axel
- Torsten Lilliecrona: el porter
- Arne Lindblad: el director de l'hotel
- Yvonne Brosset: la ballarina